# Mario Kempes
Mario Alberto Kempes (ur. 15 lipca 1954 w Bell Ville) – argentyński piłkarz i trener grający na pozycji napastnika.

## Kariera
Kempes rozpoczynał karierę w klubie Instituto Atlético Central Córdoba, w którym grał do roku 1973. Następnie przeszedł do wyżej notowanego Rosario Central. Z czasów gry w hiszpańskim klubie Valencia CF (do którego przeszedł w 1977) pochodzi jego przezwisko – Matador. W barwach Valencii dwukrotnie zdobył tytuł Pichichi dla najlepszego strzelca Primera División, strzelając odpowiednio 24 i 28 goli w latach 1976–1977 oraz 1977–1978. W zespole z Walencji grał do 1981 (w 1980 zdobywając z tym zespołem PEZP i Superpuchar Europy), kiedy to wrócił na pół sezonu do Argentyny do zespołu Club Atlético River Plate. W 1982 ponownie znalazł się w kadrze Valencii, z którą tym razem nie zdobył żadnych trofeów. Lata 1984–1986 to gra w niżej notowanym Hérculesie Alicante. W 1986 przeniósł się do Austrii do zespołu First Vienna FC.
W kolejnych latach grał w zespołach: VSE Sankt Pölten (1987–1990) i Kremser SC (1990–1992). W 1995 grał w chilijskim klubie CD Fernández Vial. Oficjalnie karierę zakończył w 1996. W 1978 został wybrany Najlepszym Piłkarzem Ameryki Południowej. Kempes został uznany za jednego ze 100 najlepszych żyjących piłkarzy FIFA.

## Reprezentacja
Podczas piłkarskiej kariery, Kempes zagrał w 43 meczach w reprezentacji Argentyny i strzelił 20 goli. Zagrał na 3 turniejach mistrzostw świata: w 1974, w 1978 oraz w 1982. Na MŚ w 1978 zdobył z Argentyną mistrzostwo świata oraz tytuł króla strzelców strzelając 6 goli.

## Trener
Po zakończeniu kariery piłkarskiej Kempes został trenerem. Był szkoleniowcem pięciu drużyn: Pelita Jaya, KS Lushnja, Mineros Guayana, The Strongest oraz Independiente Petrolero.

## Sukcesy

### Valencia
- Puchar Króla: 1978/79
- Puchar Zdobywców Pucharów: 1979/80
- Superpuchar Europy UEFA: 1980

### River Plate
- Mistrzostwo Argentyny: 1981 Nacional

### Pelita Jaya
- Galatama: 1993/94

### Reprezentacyjne
- mistrzostwo świata: 1978

### Indywidualne
- Król strzelców ligi argentyńskiej: 1974 Nacional, 1976 Metropolitan
- Trofeo Pichichi: 1977, 1978
- Złoty But mistrzostw świata: 1978
- Złota Piłka mistrzostw świata: 1978
- Drużyna Gwiazd mistrzostw świata: 1978
- Onze d’Or: 1978
- Piłkarz roku w Argentynie: 1978
- Południowoamerykański Piłkarz Roku: 1978
- Król strzelców Pucharu Zdobywców Pucharów: 1979/80
- Golden Foot: 2007 (jako legenda)